# Gezeitenrechnung
Gezeitenrechnung ist ein Begriff aus der nautischen Navigation. Mit Hilfe von Gezeitenrechnungen wird versucht, Vorhersagen über Wasserstände in Tidengewässern zu machen. Typische Berechnungen liefern die Hoch- und Niedrigwasserzeiten und -höhen eines gegebenen Ortes. Weitergehende Rechnungen ermitteln die Wasserstände zu Zeitpunkten zwischen Hoch- und Niedrigwasser. Die Berechnungen verwenden in der Regel Gezeitentafeln. Diese werden mittels Gezeitenvorausberechnungen erstellt. In Deutschland werden Gezeitentafeln jährlich herausgegeben vom Bundesamt für Seeschifffahrt und Hydrographie (BSH). Vom britischen United Kingdom Hydrographic Office werden die Admiralty Tide Tables veröffentlicht. Diese enthalten Gezeitentafeln für eine große Zahl an Orten weltweit.
Bei Gezeitenrechnungen mittels Gezeitentafeln können nur die bekannten gravitativen Einflüsse von Mond und Sonne berücksichtigt werden. Andere Einflüsse wie die Wirkung des Windes müssen mit anderen Berechnungsmodellen abgeschätzt werden.
In Prüfungen zu bestimmten Segelscheinen wie dem Sportküsten- oder dem Sportseeschifferschein sind auch Aufgaben zur Gezeitenrechnung zu lösen. Beispielsweise ist dabei die Wassertiefe zu ermitteln für einen gegebenen Ort zu bestimmtem Datum und Uhrzeit. Ein anderer Aufgabentyp fragt nach der frühest möglichen Uhrzeit zu der eine Untiefe bei auflaufendem Wasser überquert werden kann. Dies setzt Kenntnisse über die Kartentiefe und den Tiefgang des Wasserfahrzeugs voraus.

## Begriffsdefinitionen

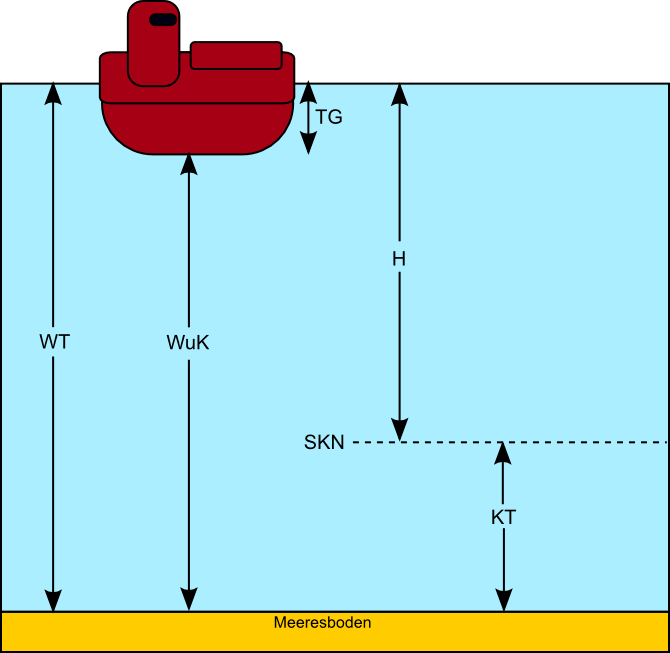
Veranschaulichung einiger Begriffe.

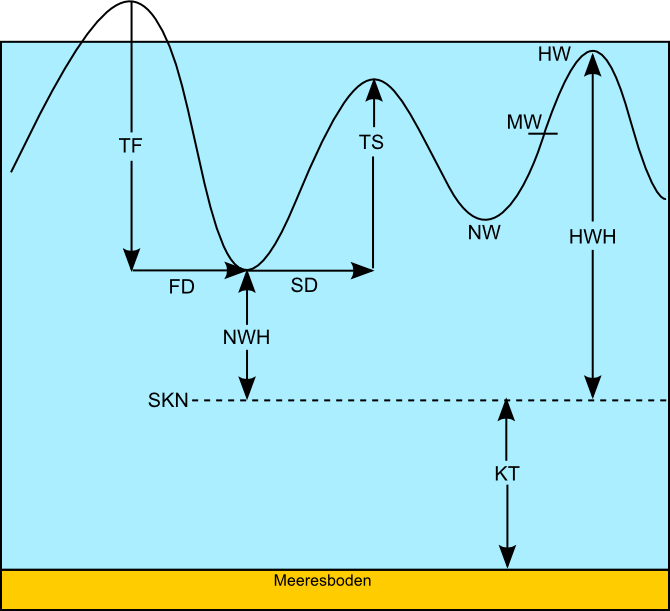
Illustration von Begriffen, die mit dem zeitlichen Verlauf des Wasserstands in Verbindung stehen.

Die beiden Bilder illustrieren einige Abkürzungen und Begriffe, die in der Gezeitenkunde üblich sind. Dabei beschreibt die sinusförmige Kurve den zeitlichen Verlauf des Wasserstands. Folgende Tabelle erläutert die verwendeten Abkürzungen.
| Abkürzung | Begriff                                                            |
| --------- | ------------------------------------------------------------------ |
| FD        | Falldauer                                                          |
| H         | Höhe der Gezeit, also der Wasserstand zu einem gegebenen Zeitpunkt |
| HW        | Hochwasser                                                         |
| HWH       | Hochwasserhöhe                                                     |
| HWZ       | Hochwasserzeit, also der Zeitpunkt zu dem das Hochwasser eintritt  |
| KT        | Kartentiefe, also die in der Seekarte angegebene Tiefe.            |
| MW        | Mittelwasser                                                       |
| NW        | Niedrigwasser                                                      |
| NWH       | Niedrigwasserhöhe                                                  |
| NWZ       | Niedrigwasserzeit                                                  |
| SD        | Steigdauer                                                         |
| SKN       | Seekartennull                                                      |
| TF        | Tidenfall                                                          |
| TG        | Tiefgang                                                           |
| TS        | Tidenstieg                                                         |
| WT        | Wassertiefe                                                        |
| WuK       | Wasser unter dem Kiel                                              |

Die deutschen Gezeitentafeln verwenden Lowest Astronomical Tide (LAT) als Seekartennull (SKN). Weitere Begriffe stehen mit dem 'Alter der Gezeit' in Verbindung. Das Alter der Gezeit bestimmt, ob an einem bestimmten Datum Spring-, Mitt- oder Nippzeit ist. Die folgende Tabelle fasst einige der dabei verwendeten Abkürzungen und Begriffe zusammen.
| Abkürzung | Begriff                                    |
| --------- | ------------------------------------------ |
| MNpD      | Mittlere Nippsteig- oder Nippfalldauer     |
| MNpHW     | Mittleres Nipphochwasser                   |
| MNpNW     | Mittleres Nippniedrigwasser                |
| MSpD      | Mittlere Springsteig- oder Springfalldauer |
| MSpHW     | Mittleres Springhochwasser                 |
| MSpNW     | Mittleres Springniedrigwasser              |
| NpHW      | Nipphochwasser                             |
| NpNW      | Nippniedrigwasser                          |
| NpTH      | Nipptidenhub                               |
| SpHW      | Springhochwasser                           |
| SpNW      | Springniedrigwasser                        |
| SpTH      | Springtidenhub                             |

Zum Beispiel ist MSpHW die über viele Perioden gemittelte Höhe des Hochwassers zur Springzeit.

## Deutsche Gezeitentafeln
Die vom BSH herausgegebenen Gezeitentafeln unterscheiden zwischen Bezugsorten und Anschlussorten. Die Hoch- und Niedrigwasserdaten für die Bezugsorte können direkt aus den Tabellen abgelesen werden. Jedem Anschlussort ist ein Bezugsort zugewiesen. Die tabellierten Größen sind für Anschlussorte nur als Differenzen aufgeführt, die dann zu den Werten des jeweiligen Bezugsortes addiert werden müssen.
Die Gezeitentafeln bestehen aus vier Teilen: Teil 1 enthält ausführliche Vorausberechnungen für die europäischen Bezugsorte, während Teil 2 Gezeitenunterschiede für die europäischen Anschlussorte auflistet; Teile 3 und 4 enthalten Hilfstafeln und Gezeitenkarten.

### Bezugsorte
In Teil 1 der Gezeitentafeln finden sich zu jedem Bezugsort die geographischen Koordinaten der Bezugsorte sowie eine kleine Karte, die die Lage des Ortes zeigt. In tabellarischer Form ist dann für jeden Tag angegeben, zu welcher Uhrzeit Hoch- oder Niedrigwasser eintritt und mit welcher Höhe. In diesen Tabellen sind auch Informationen zu finden über die jeweilige Mondphase. Weiterhin steht unter den Tabellen auf welche Zeitzone sich die angegebenen Werte beziehen. Abschließend findet sich bei jedem Bezugsort ein Diagramm, das den mittleren zeitlichen Verlauf des Wasserstands beschreibt jeweils für Springzeit und Nippzeit. Aus diesen Diagrammen lassen sich Wasserstände grafisch bestimmen zu Zeitpunkten, die zwischen Hoch- und Niedrigwasserzeit liegen. Letzteres gilt sowohl für Bezugs- als auch für Anschlussorte in für die Praxis hinreichender Genauigkeit.
Beispiel: Die folgende Tabelle zeigt einen Ausschnitt aus dem Teil 1 der Gezeitentafeln 2010 für den Bezugsort Wilhelmshaven.
| Juli               | Juli  | Juli |
| ------------------ | ----- | ---- |
|                    | Zeit  | Höhe |
| 27                 | 1 44  | 4,6  |
| 27                 | 7 45  | 0,7  |
| Di                 | 13 53 | 4,9  |
| Di                 | 20 11 | 0,6  |
| UTC+ 1h00min (MEZ) |       |      |

Demnach tritt das Nachmittaghochwasser am Dienstag, 27. Juli 2010, ein um 13.53 Uhr mit einer Höhe von 4,90 m. Zu berücksichtigen ist hierbei die Zeitzone. Da die Tabellenwerte (im Fall Wilhelmshaven) in mitteleuropäischer Zeit (MEZ) angegeben sind, tritt das Hochwasser um 14.53 Uhr mitteleuropäischer Sommerzeit ein. Die angegebenen Wasserhöhen beziehen sich auf LAT. Zu diesen muss also noch die Kartentiefe (KT) addiert werden, um die Wassertiefe (WT) zu erhalten.

### Anschlussorte
Folgende Tabelle zeigt einen Eintrag aus dem Teil 2 der Gezeitentafeln 2010.
| Nr. | Ort                     | Geographische Lage | Geographische Lage | mittlere Zeitunterschiede | mittlere Zeitunterschiede | mittlere Höhenunterschiede | mittlere Höhenunterschiede | mittlere Höhenunterschiede | mittlere Höhenunterschiede |
| Nr. | Ort                     | Breite             | Länge              | HW                        | NW                        | HW                         | HW                         | NW                         | NW                         |
| Nr. | Ort                     | ° '                | ° '                | h min Tf.5                | h min Tf.5                | m                          | m                          | m                          | m                          |
|     | Bezugsort:              |                    |                    |                           |                           | SpHW                       | NpHW                       | SpNW                       | NpNW                       |
| 512 | Wilhelmshaven           | 53°31'N            | 8°09'E             |                           |                           | 4,8                        | 4,3                        | 0,6                        | 1,1                        |
| 754 | Wangerooge, Langes Riff | 53 48              | 7 56               | −1 07                     | −0 38                     | −1,2                       | −1,0                       | −0,1                       | −0,2                       |

Angaben zum jeweiligen Bezugsort sind dabei fett gedruckt. Für jeden Anschlussort werden zunächst die geographischen Koordinaten angegeben. Die Eintrittszeiten von Hoch- bzw. Niedrigwasser werden aufgelistet als Differenzen zu den jeweiligen Zeiten des Bezugsortes. Schließlich stehen in der Tabelle noch die Höhenunterschiede von Hoch- bzw. Niedrigwasser. Diese Differenzen zu den Höhen des Bezugsortes sind dabei abhängig vom Alter der Gezeit. Zur Mittzeit sind die jeweiligen Mittelwerte zu verwenden gebildet aus den Werten von Spring- und Nippzeit.
Bei einzelnen Anschlussorten müssen zusätzlich weitere Korrekturen zu den HWZ und NWZ berücksichtigt werden. In solchen Fällen findet sich in der Spalte, die in obiger Tabelle mit 'Tf.5' bezeichnet ist, ein Kurzzeichen. Die zusätzlichen Korrekturen sind abhängig von der HWZ bzw. NWZ des Bezugsortes und werden mit Hilfe einer Tafel im Teil 3 der Gezeitentafeln ermittelt.
Beispiel: Unter Verwendung des obigen Beispiels berechnen wir das Nachmittaghochwasser und das darauf folgende Niedrigwasser am 27. Juli 2010 für Wangerooge, Langes Riff. Zunächst muss das Alter der Gezeit ermittelt werden. Hierzu dient Tafel 2 aus Teil 3 der Gezeitentafeln. Die Springverspätung ist in dieser Tafel bereits berücksichtigt, so dass sich Springzeit für genanntes Datum ergibt. Folgende Tabelle illustriert die auszuführende Rechnung.
|                    | Ort                     | HWZ   | HWH  | NWZ   | NWH  |
| ------------------ | ----------------------- | ----- | ---- | ----- | ---- |
| Vorausberechnungen | Wilhelmshaven           | 13 53 | 4,9  | 20 11 | 0,6  |
| Unterschiede       | Wangerooge, Langes Riff | −1 07 | −1,2 | −0 38 | −0,1 |
| Ergebnis           | Wangerooge, Langes Riff | 12 46 | 3,7  | 19 33 | 0,5  |

Auch hierbei muss die Zeitzone berücksichtigt werden, und auch hierbei beziehen sich die Höhen auf LAT.

## Zwölftel-Regel

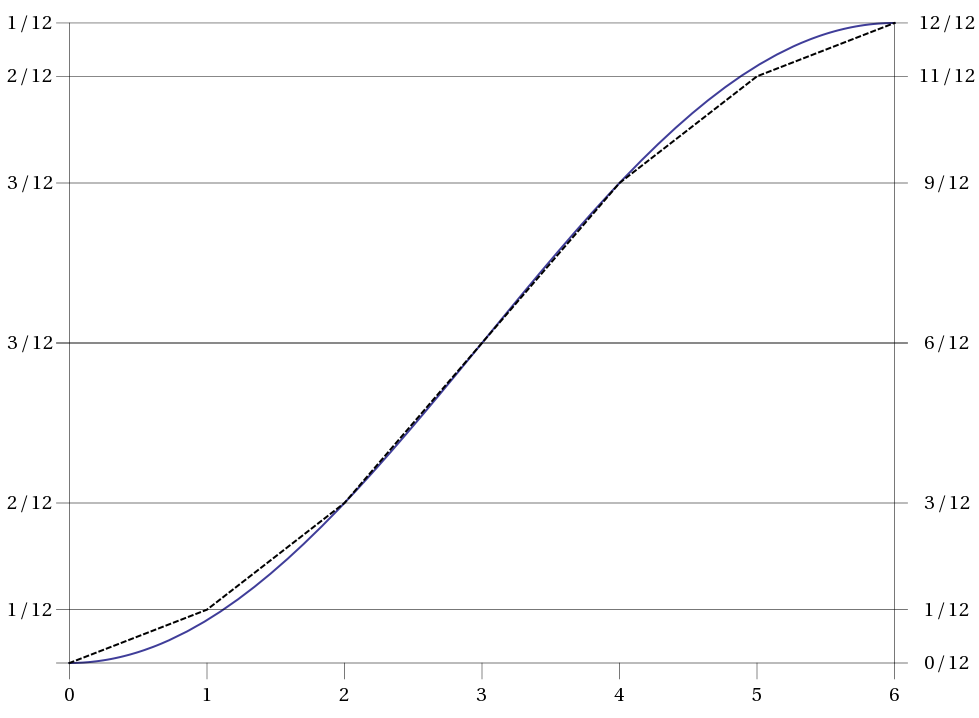
Illustration der Zwölftel-Regel. Die gestrichelte Linie vergleicht die genäherten Werte mit dem Verlauf einer Sinuskurve.

Die Zwölftel-Regel bietet ein einfaches Verfahren um Wasserstandshöhen abzuschätzen zu Zeitpunkten zwischen Hoch- und Niedrigwasser bzw. zwischen Niedrig- und Hochwasser. Sie lässt sich nur bei sinusförmigem Verlauf der Tide mit hinreichender Genauigkeit anwenden. Die Zwölftel-Regel geht davon aus, dass sich der Wasserstand in der ersten Stunde nach Niedrig- bzw. Hochwasser um 1/12 des Tidenhubs ändert. In der zweiten, dritten, …, sechsten Stunde beträgt die Änderung dann 2/12, 3/12, 3/12, 2/12 bzw. 1/12 des Tidenhubs.
Beispiel: An einem Ort tritt das Niedrigwasser um 6.25 Uhr mit einer Höhe von 1,20 m ein. Das darauf folgende Hochwasser hat eine Höhe von 3,20 m. Der Tidenhub beträgt demnach 3,20 m−1,20 m=2 m. Mit welcher Höhe der Gezeiten ist für 8.25 Uhr zu rechnen? Da der genannte Zeitpunkt zwei Stunden nach Niedrigwasserzeit liegt, ist mit einem Höhenunterschied von 1/12+2/12=1/4 des Tidenhubs, also mit (1/4)·2 m=0,5 m zu rechnen. Dieser Höhenunterschied muss zu der Niedrigwasserhöhe addiert werden, so dass sich eine Höhe der Gezeit von 1,20 m+0,50 m=1,70 m um 8.25 Uhr ergibt.